# Der Schnüffler (1967)
Der Schnüffler (Originaltitel: Tony Rome) ist ein US-amerikanischer Kriminalfilm aus dem Jahr 1967 nach dem Roman Miami Mayhem (auch: Tony Rome) von Marvin H. Albert, der in der deutschen Übersetzung ebenfalls unter dem Titel Der Schnüffler erschienen ist.

## Handlung
Tony Rome ist Privatdetektiv in Miami und ein ehemaliger Polizist. Er gab seinen Beruf auf, als sein Vater, ebenfalls Polizist, sich das Leben genommen hatte, nachdem er aufgrund einer politischen Verwicklung seinen Dienst hatte quittieren müssen. Tony Rome lebt mehr schlecht als recht auf einer Jacht, die er beim Pokerspiel gewonnen hat. Seine Haupteinnahmequelle ist das Glücksspiel, jedenfalls eher als seine Privatdetektei.
Als er von seinem ehemaligen Partner Ralph Turpin in ein Stundenhotel gerufen wird, um ein völlig betrunkenes Mädchen zu ihrer reichen Familie zurückzubringen, wird er in einen Fall verwickelt, der nach und nach zahlreiche Todesopfer fordert. Die junge Diana ist die Tochter aus erster Ehe des einflussreichen Baulöwen Rudy Kosterman. Betrunken hat sie eine wertvolle Brosche verloren, die nun von Gangstern und dann auch von Tony Rome gesucht wird. Erstes Mordopfer wird dabei Tonys ehemaliger Partner Turpin. Mit Unterstützung von Inspektor Santini von der Mordkommission kommt Rome dem Geheimnis um die Brosche Schritt für Schritt näher. Schließlich erfährt er, dass Rita Kosterman in Bigamie lebt, da ihre erste Ehe nie geschieden wurde. Zufällig kam ihr erster Mann zusammen mit Ann Archer zu einer Party ins Haus Kosterman. Sie wurde erpresst und hat daraufhin die wertvollen Teile des Schmucks ihrer Tochter gegen Kopien ausgetauscht, um die Forderung ihres Gatten zu begleichen.

## Hintergrund
Die Rolle des Tony Rome erinnert an die großen Detektivfiguren, die einst Humphrey Bogart verkörperte. Der Film hat jedoch nichts mit den Werken des Film Noir zu tun. Er wird vielmehr vor allem durch die Originalschauplätze des sonnigen Miami, die humorigen Dialoge und swingende Filmmusik zu einer leichteren Version des Genres, ohne dabei an Spannung einzubüßen. Nach dem Erfolg beim Publikum drehte Gordon Douglas im Jahr darauf bereits einen Nachfolgefilm unter dem Titel Die Lady in Zement, wiederum mit Frank Sinatra als Tony Rome.
Der Titelsong Tony Rome wurde von Lee Hazlewood geschrieben und von Nancy Sinatra gesungen.

## Synchronisation
Die deutsche Synchronfassung entstand 1967 bei der Berliner Synchron GmbH unter der Dialogregie von Hermann Siemek nach dem Dialogbuch von M. Z. Thomas.
| Rolle          | Schauspieler    | Deutscher Synchronsprecher |
| -------------- | --------------- | -------------------------- |
| Tony Rome      | Frank Sinatra   | Gerd Martienzen            |
| Ann Archer     | Jill St. John   | Renate Küster              |
| Dave Santini   | Richard Conte   | Heinz Petruo               |
| Rita Kosterman | Gena Rowlands   | Dagmar Altrichter          |
| Rudy Kosterman | Simon Oakland   | Arnold Marquis             |
| Adam Boyd      | Jeffrey Lynn    | Kurt Waitzmann             |
| Ralph Turpin   | Robert J. Wilke | Hans Wiegner               |
| Catleg         | Shecky Greene   | Edgar Ott                  |
| Diana Pines    | Sue Lyon        | Traudel Haas               |
| Fat Candy      | Joan Shawlee    | Ursula Diestel             |
| Georgia McKay  | Deanne Lund     | Ursula Heyer               |
| Jules Langley  | Lloyd Gough     | Wolfgang Amerbacher        |
| Lorna Boyd     | Jeanne Cooper   | Agi Prandhoff              |
| Vic Rood       | Lloyd Bochner   | Lothar Blumhagen           |

## Kritiken
Während das Lexikon des internationalen Films in dem Film ein „spannendes Detektivabenteuer“ sieht, das durch „die darstellerische Leistung Frank Sinatras eine besondere Note“ erhalte , lehnt ihn der Evangelische Filmbeobachter „nicht seines Themas, sondern seiner menschen- und lebensverachtenden Haltung wegen“ ab, bescheinigt ihm aber ein „handwerklich perfekt gemachter Thriller“ zu sein.